# Souveraineté (philosophie)
La souveraineté est un concept de philosophique politique désignant le concept d'autorité suprême, absolue et indépendante, exercée sur un territoire et/ou une communauté. Elle peut être fondée sur une transcendance religieuse, morale ou politique (ou mixte, comme autrefois dans la monarchie de droit divin), ou bien sur un contrat social, selon lequel le pouvoir émane de la volonté générale des citoyens. Dans cette perspective philosophique, la souveraineté est légitimée par l’adhésion des membres de la société à des valeurs communes, parfois associées à une conception du bien.

## Concept

### Chez Platon
Platon aborde, dans son œuvre, des questions connexes à celle de la souveraineté. Dans la République, il traite notamment de la question des modalités d'action du souverain idéal, le philosophe roi. Dans les Lois, il est écrit que le peuple n'est pas souverain (kyrios) si sa liberté est enfreinte.
On ne trouve toutefois pas de pensée élaborée sur la souveraineté en tant que telle : à part chez son disciple Aristote, la philosophie grecque a surtout enquêté sur les conditions de justice de l'exercice du pouvoir.

### Chez Aristote
La notion de « souveraineté » semble être apparue pour la première fois chez Aristote, dans sa Politique. Le sujet est particulièrement abordé dans les livres III et IV, où le philosophe étudie le fonctionnement de l’État dans les différents régimes politiques. Il pose clairement le principe du « règne de la loi qui doit s’étendre à tout », c'est-à-dire de la suprématie de la loi par le fait de l’État. 
Pour fonder la souveraineté de la puissance publique, Aristote crée une hiérarchie des normes. Cette hiérarchie instaure une souveraineté (en grec ancien : τὸ κύριον), c’est-à-dire une suprématie dans plusieurs domaines, selon la nature des éléments mis en rapport :
- souveraineté de la loi qui s’impose par rapport aux décrets des magistrats[5] ;
- souveraineté de la loi qui s’impose au juge[5] ;
- souveraineté de la loi constitutionnelle par rapport aux lois ordinaires : « Les lois doivent se régler — et se règlent toujours, de fait — sur les constitutions, et non les constitutions sur les lois. Une Constitution est, en effet, dans les États, une organisation des pouvoirs, fixant leur mode de répartition, et déterminant quel est le pouvoir souverain de l’État (en grec ancien : τὸ κύριον τῆς πολιτείας) et quelle est la fin de chaque communauté[6]. »
- enfin, souveraineté de l’organe détenteur de l’autorité suprême, selon les régimes politiques : « Une constitution est l’organisation des diverses magistratures d’un État, et spécialement de celle qui possède l’autorité souveraine sur toutes les affaires ; partout, en effet, le gouvernement détient l’autorité suprême dans la Cité, et de fait, la Constitution, c’est le gouvernement. J'entends par exemple que dans les États démocratiques, c’est le peuple qui est souverain, tandis que c’est le petit nombre dans les oligarchies[7],[8]. »

### Chez Bodin
Le concept apparaît ensuite chez Jean Bodin. Dans son magnum opus Les Six Livres de la République (1576), Bodin s’inspire de l’ouvrage d’Aristote, qu’il cite abondamment, pour former une nouvelle théorie de la souveraineté. Tout en s'inscrivant dans un contexte de réinterprétation du droit latin, cette émergence annonce les logiques étatiques modernes. Il ne recouvre en effet aucune notion de la législation romaine : ni l'imperium, qui désigne une simple « puissance de commandement militaire », ni la summa potestas, qui se rapporte à un « pouvoir de vie et de mort » ne synthétisent ce vaste ensemble conceptuel. Cette absence de précédent notionnel dans la Rome antique est d'ailleurs mise en évidence par Jean Bodin : « Il est ici besoin de former la définition de la souveraineté, car il n'y a ici ni jurisconsulte, ni philosophe politique, qui l'ait définie ».
En tant qu'outil théorique nouveau, la souveraineté témoigne des conditions intellectuelles et politiques d'une époque déterminée, qui est elle de la Renaissance. La souveraineté cesse en effet progressivement de se dégager d'un rapport de force militaire (celui des condottieri) ou symbolique (celui des institutions religieuses), pour émaner d'une représentation rationnelle du pouvoir étatique, qui s’incarne, selon Jean Bodin, dans une volonté unitaire, celle du monarque. L'essor de la notion de raison d'État à la Renaissance correspond à cette mutation. En tant que production d'une rupture sociale particulière, la souveraineté imprègne de facto, la pensée de la Renaissance. Machiavel y fait ainsi allusion dans son œuvre - sans l'expliquer ouvertement toutefois.
Chez Bodin, la souveraineté sert de pilier à l'analyse de l'État : « La souveraineté est la puissance absolue et perpétuelle d’une République (…) c'est-à-dire la plus grande puissance de commander ». Absolue et perpétuelle, la souveraineté l'est avant tout parce qu'elle « n'est limitée ni en puissance ni en charge à un certain temps ». Il définit la souveraineté comme « la puissance de donner et de casser la loi », dans le cadre du régime politique qui a sa préférence, la royauté héréditaire.
Après les travaux de Bodin, un certain flou conceptuel demeurera autour de cette notion. En allemand, la traduction littérale, Souveränität est ainsi un faux ami : seule l'expression Staatsgewalt permet une traduction idoine. En Angleterre, la Sovereignty ne se rapporte qu'à un exercice absolutiste du pouvoir, plus proche en fin de compte de l'imperium ou de la summa potestas.

### Chez Hobbes
Thomas Hobbes consacre son ouvrage majeur, le Léviathan, à la question de la souveraineté. Hobbes fonde sa pensée du pouvoir souverain sur le caractère destructeur de l'état de nature, qui est celui de la guerre de chacun contre tous. Le calcul rationnel des individus les mène logiquement à adopter un contrat social tel qu'une autorité supérieure est instituée. Hobbes fait complètement disparaître la dualité entre le souverain et le peuple, qui existait encore chez Bodin : une fois le Léviathan créé, le peuple ne dispose plus d'aucune souveraineté.

### Chez Rousseau
Le concept de souveraineté populaire est associée à la philosophie de Jean-Jacques Rousseau. Rousseau soutient que la souveraineté n'est véritable que lorsqu'elle réside dans le peuple, constitution des citoyens qui forment le corps social de l’État. Pour Rousseau, une souveraineté, pour être légitime, doit reposer sur la volonté générale orientée vers le bien commun. Toute élection étant une perte de souveraineté, il est impossible pour le citoyen de déléguer son pouvoir. Le corps social est selon lui souverain, mais Rousseau considère que le pacte social doit être renouvelé fréquemment.

### Chez Hegel
Georg Wilhelm Friedrich Hegel pense la souveraineté. Il considère que celle du monarque et celle du peuple ne sont pas mutuellement excluantes dès lors que le peuple s'identifie au tout de l’État. Cela nécessite de dissoudre le concret (le peuple) dans l'abstrait (l’État).

### Chez Marx
Karl Marx s'oppose au mysticisme qui entoure les conceptions de la souveraineté qui ont prévalu chez Hegel et chez Feuerbach. Il s'oppose ainsi à l'idée selon laquelle Dieu puisse être souverain en même temps que le peuple. Il écrit : « De même qu'il s'agit de savoir si c'est Dieu le souverain ou si c'est l'homme ». Pour Marx, Hegel trahit, dans sa pensée de la souveraineté, sa conception abstraite de l’État.

### Chez Carré de Malberg
Raymond Carré de Malberg pense la souveraineté comme le pouvoir du souverain. Lui-même « a le pouvoir de vouloir de façon absolument libre ». La souveraineté consiste alors dans la liberté de l’État par rapport aux autres États, et par rapport à ses membres. Malberg inaugure aussi la summa divisio entre la souveraineté populaire et la souveraineté nationale, l'une impliquant chaque membre du peuple directement, tandis que l'autre fonctionne par représentation.

### Chez Wallerstein
Immanuel Wallerstein soutient que la souveraineté est un « mythe idéologique ». Selon lui, la souveraineté pleine n'a jamais existé, car tous les États se sont construits face à d'autres communautés politiques. De fait, « les différents Etats se sont constitués et ont pris forme comme parties intégrantes d'un système interétatique, constitué d'un ensemble de règles ».

### Chez Iris Murdoch
En 1970, la philosophe Iris Murdoch publie un livre sur la « souveraineté du bien » (un ouvrage qui regroupe trois essais philosophiques indépendants, antérieurement publiés) où elle critique l’existentialisme et l’humanisme pour leur incapacité à penser ou expliciter la source du bien. En réponse à cette lacune, elle propose une alternative : le bien, ne vient pas de la volonté individuelle, mais d’une réalité transcendante que l’on approche par l’attention, l’art et la beauté. Elle s’inspire en cela, notamment, de la philosophie morale de Platon et de la philosophe Simone Weil, et défend une éthique du regard désintéressé, tournée vers l’extérieur.